# Опять надо жить
«Опять надо жить» — художественный фильм 1999 года, поставленный режиссёром Василием Паниным по сценарию, написанному по мотивам рассказов Андрея Платонова: «На заре туманной юности», «В прекрасном и яростном мире», «Сокровенный человек».

## Сюжет
Событийно фильм связан со временем окончания гражданской войны. Четырнадцатилетняя Ольга в один день теряет родителей, умерших от тифа. Девочка уезжает в город, где живёт её тётка, но вскоре понимает, что родственникам она не нужна. Помня о словах, которые часто повторяла мать: «Опять надо жить», – девушка настойчиво и трудно ищет свой путь в жизни. Героиня рассказа, пойдя по стопам отца, работавшего составителем поездов, поступает учиться на железнодорожные курсы. Ольга проявляет живой интерес ко всему, что связано с железной дорогой. Постепенно она осваивает и премудрости управления паровозом. Жизнь не балует её, потому что наряду с учёбой она обеспокоена поисками куска хлеба – не только для себя, но и для подруги – сокурсницы Лизы. В этих поисках судьба сводит Ольгу с Павлом и его сыном – маленьким Юшкой, оставшимся без матери. Героиня рассказа испытывает к нему не просто душевную привязанность: в ней просыпаются самые настоящие материнские чувства. Развязка фильма драматична: рискуя собственной жизнью, Ольга предотвращает  крушение поезда с красноармейцами. В последние минуты жизни она хочет только одного: увидеть Юшку.

## В ролях
- Анна Синякина — Ольга Авдеева
- Александр Вершинин — Павел
- Олег Анофриев — Николай Иванович, начальник станции
- Галина Польских — Татьяна Васильевна Благих, тётка Ольги
- Лев Прыгунов — Аркадий Благих, муж Татьяны
- Ирина Леонова (дебют[1]) — Лиза, сокурсница Ольги
- Лев Дуров — атеист
- Владимир Конкин — священник
- Аристарх Ливанов — командир красноармейцев
- Раиса Рязанова — Мария Александровна
- Юрий Назаров — попутчик
- Александр Пятков — Иван Подметка, машинист маневрового паровоза
- Герман Юшко — Рубинштейн
- Наталья Антонова — мать Ольги
- Леонид Серебренников — отец Ольги
- Олег Хабалов — цыганский барон
- Юрий Чернов — мешочник

## Съёмочная группа
- Авторы сценария: Евгений Новичихин, Егор Исаев, Василий Панин, при участии Арнольда Витоля[2]
- Режиссёр: Василий Панин
- Операторы: Тимур Зельма, Михаил Коропцов
- Художники: Валентин Вырвич
- Композитор: Евгений Дога

## Музыка
Народная артистка России Альфия Коротаева исполнила в фильме вокализ, написанный специально для неё композитором Евгением Догой.

## Производство
Фильм снимался в Воронеже на Юго-Восточной железной дороге.
В конце фильма в кадре появляется фирменный скоростной поезд пригородного сообщения «Андрей Платонов».

## Награды
- VIII Международный детский кинофестиваль в Артеке — лучшая актриса (Анна Синякина)[6].
- VI фестиваль «Литература и кино» в Гатчине — приз зрительских симпатий[7].
- VI фестиваль «Литература и кино» в Гатчине — приз жюри «За лучший дебют» (Анна Синякина за роли в фильмах «Ворошиловский стрелок» и «Опять надо жить»)[7].
- Премия им. Андрея Платонова — Евгений Новичихин за сценарий фильма[8].